# 富伊皮亚诺瓦莱伊马尼亚
富伊皮亚诺瓦莱伊马尼亚（義大利語：Fuipiano Valle Imagna），是意大利贝加莫省的一个市镇。总面积4平方公里，人口223人，人口密度55.8人/平方公里（2009年）。国家统计（ISTAT）代码为016106。